# Jérôme Sans
Jérôme Sans (Parigi, 2 agosto 1960) è un direttore artistico francese.
È inoltre curatore, direttore di istituzioni d'arte contemporanea, critico d'arte, e musicista.

## Biografia
Nel 2000 fonda insieme a Nicolas Bourriaud il centro d'arte contemporanea di Parigi Palais de Tokyo che dirige fino al 2006. Tra il 1996 e il 2003 è uno dei curatori del Milwaukee Institute of Visual Arts in Wisconsin e tra il 1998 e il 1999 insegna al Central St Martins College di Londra. Dirige i programmi del Baltic Centre for Contemporary Art di Gateshead in Gran Bretagna ed è curatore associato di Magasin 3 Stockholm Konsthall in Svezia. Nel 2009 partecipa a Douala in Camerun all'incontro curatoriale Ars&Urbis promosso dall'organizzazione culturale doual'art per la preparazione della seconda edizione di SUD-Salon Urbain de Douala.

## Attività
L'approccio di Jérôme Sans è internazionale e interdisciplinare e si basa su un ripensamento del lavoro curatoriale con la creazione di nuovi spazi e nuovi modi di esporre e valorizzare le opere degli artisti. Per il gruppo Le Meridien Hotels and Resorts è responsabile delle relazioni con artisti e istituzioni culturali internazionali e ha lanciato il programma LM100(TM). LM100 è un gruppo di creativi attivi nel campo dell'arte, dell'architettura, della cucina, del design e della moda, tra i quali Jean-Georges Vongerichten, Sam Samore, Hisham Bharoocha, Andrea Illy, Ralph Gibson, Eddie Roschi, Fabrice Penot, Younès Rahmoun e An Xiaotong.
Jérôme Sans ha in particolare lavorato con gli artisti Chen Zhen, Wang Du, Yan Pei Ming, Huang Yong Ping, Wang Jianwei, Candice Breitz.

### Istituzioni artistiche

#### Palais de Tokyo (1999-2006)
Nel 1999, Jérôme Sans e Nicolas Bourriaud hanno co-fondato il Palais de Tokyo, inaugurato nel 2002. Fino al 2006 hanno co-diretto il centro d'arte, concepito come un nuovo tipo e modello di istituzione, uno spazio vitale con una nuova economia istituzionale che coinvolge i marchi.
Jérôme Sans e Nicolas Bourriaud stanno lavorando con gli architetti Anne Lacaton & Jean-Philippe Vassal per riqualificare l'edificio e con l'architetto Stéphane Maupin per creare il ristorante.
Sotto la loro direzione, il Palais de Tokyo ha ospitato numerose mostre personali, in particolare degli artisti Tobias Rehberger, Chen Zhen, Wolfgang Tillmans, Kendell Geers, Wang Du, Candice Breitz, Katharina Grosse e Bruno Peinado; mostre collettive come Notre Histoire e Hardcore; e performance di artisti come Laurent Garnier, Marina Abramovic e Christophe.
Baltic Centre for Contemporary Art, Gateshead (2006–2008)
Dal 2006 al 2008, Jérôme Sans è stato direttore artistico del Baltic Centre for Contemporary Art di Gateshead, in Inghilterra, dove ha contribuito a ristabilire il centro internazionale come una delle sedi più creative del Regno Unito. Ospitato in un ex mulino, il Baltic presenta un programma di mostre ed eventi in continua evoluzione. Jérôme Sans vi ha curato numerose mostre personali con artisti come Kendell Geers, Subodh Gupta, Brian Eno, Kader Attia e la pittrice britannica Beryl Cook.
Ullens Center for Contemporary Art, Beijing (2008–2012)
Dal 2008 al 2012, Sans è stato direttore dell'innovativo Ullens Center for Contemporary Art di Pechino (UCCA), creato dal collezionista belga Guy Ullens come primo centro d'arte privato in Cina. Ha stabilito un nuovo modello economico per il centro, trasformandolo in un punto di riferimento per l'arte contemporanea cinese e internazionale, con oltre 67 mostre e 1.500 eventi in quattro anni. Sans ha collaborato con l'architetto Jean-Michel Wilmotte per ridefinire la struttura del centro, adattando il suo stile Bauhaus per creare spazi espositivi flessibili. È stato anche ambasciatore dell'arte contemporanea cinese, dedicandosi a costruire il profilo locale e internazionale dell'UCCA con un programma di mostre di livello mondiale. Grazie ai suoi sforzi, ha promosso attivamente l'arte contemporanea cinese a livello globale, favorendo un dialogo vigoroso tra artisti e pubblico locali e internazionali. Inoltre, ha contribuito a portare una nuova economia al centro d'arte collaborando con partner locali e internazionali.

### Esposizioni
Jérôme Sans ha curato oltre 300 mostre personali e collettive in tutto il mondo, sia in istituzioni artistiche che al di fuori di esse, tra cui:
- New French Painting (1983), mostra itinerante in Inghilterra (Riverside Studios, Londra; Modern Art Oxford; John Hansard Gallery, Southampton; Fruitmarket Gallery, Edimburgo).
- F. Four French (1986), (con Sophie Calle, Bernard Frize, IFP) Lang & O'Hara Gallery, New York
- Viennese Story (1992), Wiener Secession, Vienna (con Douglas Gordon, Rirkrit Tiravanija, Erwin Wurm, Chen Zhen, Eric Duyckaerts, Sam Samore, Wendy Jacob, Kendell Geers, Angela Bulloch, Rainer Ganahl)
- Life style/International Kunst - Mode, Design, Styling Interieur und Werbung (1998), Bregenz Kunstmuseum (con John Armleder, Daniel Buetti, Dejanov/Heger, Sylvie Fleury, Peter Kogler, Pipilotti Rist, Gerwald Rockenshaub, Cindy Sherman e Heimo Zobernig)
- Pierre Huyghe (1999), Fundaçao de Serralves, Porto [4]
- The Snowball (1999) per il Padiglione danese alla 48ª Biennale di Venezia, dove invita l'artista americano Jason Rhoades e il danese Peter Bonde a lavorare insieme (mettendo in discussione, per la prima volta in questo evento internazionale, la questione della nazionalità)
- Pierre Huyghe, The Process of Leisure Time (1999), Wiener Secession, Vienna
- La Biennale di Taipei, intitolata The Sky Is The Limit (2000), Taipei Fine Art Museum (con Candice Breitz, Loris Cecchini, Claude Closky, Meschac Gaba, Kendell Geers, Hsia-Fei Chang, Shu Lee Chang, Pascale Marthine Tayou, Henrik Plenge Jakobsen e Wang Du), sviluppando questo evento in una dimensione internazionale.
- My Home is Yours, Your home is mine (2001), co-curata con Hou Hanru al Museo Rodin di Seoul, Corea e alla Tokyo City Opera Art gallery, Giappone.
- Voices Over, Arte All'arte (2001), co-curata con Pier Luigi Tazzi in diverse città della Toscana con Marina Abramovic, Cai Guo Qiang, Pascale Marthine Tayou, Jannis Kounellis, Surasi Kusolwong, e Nari Ward
- Tutto Normale (2002) nei giardini di Villa Médicis a Roma, con Alighiero Boetti, Olaf Breuning, Claude Lévêque, Gianni Motti, Mimmo Paladino, Giuseppe Penone, Paola Pivi e Barthélémy Toguo.
- Intermission (2002) alla Fondazione Pitti di Firenze (Italia)
- Here Comes the Sun, a cura di Jérôme Sans con Daniel Birnbaum, Rosa Martínez e Sarit Shapira, Magasin 3 Stockholm Konsthall, 2005. Esposizione di Pilar Albarracín, Francis Alÿs, Ghada Amer, Tacita Dean, Olafur Eliasson, Avital Geva, Rivane Neuenschwander, Tobias Rehberger e Jeroen de Rijke & Willem de Rooij
- Jan Fabre, Save Your Soul (2005), Maison Jean Vilar, durante il Festival d'Avignon
- It's Not Only Rock'N'Roll Baby!, Bozar Bruxelles, 2008 e Triennale di Milano, 2010[5]
- That's Fucking Awesome, :mentalKLINIK alla Haskoy Yarn Factory (Istanbul) nel 2011[6]
- Le coup du fantôme (2013) con Sun Yuan & Peng Yu a Lille (Francia)[7]
- AS I RUN AND RUN, HAPPINESS COMES CLOSER (2014) alcuni pezzi selezionati della collezione di Laurent Dumas a cura di Jérôme Sans all'Hotel Beaubrun di Parigi.
- One way: Peter Marino, Bass Museum, Miami (2014-2015)
- Painting as Shooting: Liu Xiaodong, con la Fondation Faurschou, Fondazione Cini, Venezia (2015)
- Diary of an empty City: Liu Xiaodong, Fondation Faurschou, Pechino (2015)
- Painting as Shooting: Liu Xiadong, Fondation Faurschou, Copenaghen (2016)
- Sislej Xhafa, Love you without knowing, Galleria Nazionale del Kosovo (2018)
- Lilian Bourgeat, Des Mesures, Polygone Riviera, Cagnes-sur-mer (2018)
- :mentalKLINIK, OBNOXIOUSLY HAPPY, La Patinoire Royale, Galerie Valérie Bach, Bruxelles (2018)
- Eldorama, Lille 3000, Tripostal, Lille, Jérôme Sans, Jean-Max Colard con la collaborazione di Isabelle Bernini (2019)
- Les Enfants du Paradis, MuBA, Tourcoing, Jérôme Sans, Jean-Max Colard con la collaborazione di Isabelle Bernini (2019)
- Golden Room, Palais des Beaux-Arts de Lille, Jérôme Sans, Jean-Max Colard con la collaborazione di Isabelle Bernini (2019)
- Pascale Marthine Tayou, Foresta Nera, Fondation Clément, Martinica (2019)
- Racing the Galaxy, Nur-Sultan, Kazakistan, Jérôme Sans, Dina Baitassova (2019)
- Li Qing: Rear Windows, Fondazione Prada, Prada Rongzhai, Shanghai (2019)
- Li Qing: Blow Up, Almine Rech, Londra (2019)
- Pablo Reinoso, Supernature, Polygone Riviera, Cagnes-sur-Mer (2019)
- Yu Hong: Il mondo di Saha, The Long Museum, Shanghai (2019)
- Erwin Wurm: Une Minute in Taipei, Museo delle Belle Arti di Taipei, Taipei (2020)
- Mette Winckelmann: Flags of Freedom, Le Bicolore, Maison du Danemark, Parigi (2021)
- Voyages Immobiles, per il 60° anniversario di Diptyque, Poste du Louvre, Parigi (2021)
- Signs of the Times, Galleria Apalazzo, Brescia (2021)
- Floating Studio, Miltos Manetas, Galerie Hussenot, Parigi (2021)
- One Minute Forever, Erwin Wurm, Museo d'Arte Contemporanea, Belgrado (2022)
- Shake Your Body, Lago/Algo, Città del Messico (2022)
- Alicja Kwade, Au cours des mondes, Place Vendôme, Parigi (2022)
- Desert Flood, Lago/Algo, Città del Messico (2023)
- Bernar Venet, La parabole de l'histoire, Place Vendôme, Parigi (2022)
- Historia, LagoAlgo, Città del Messico (2023)
- Ida Yukimasa, Panta Rhei - For as Long as the World Turns, Kyoto City KYOCERA Museum, Giappone (2023)
- The Bright Side of the Desert Moon, Noor Riyadh Festival 2023, Arabia Saudita (2023)
- "Things and Something to Remember Before Daylight”, Joël Andrianomearisoa, galleria Almine Rech, Parigi (2024)
- "Heat”, Julian Charrière, Ebecho Muslimova, Ana Montiel, Pedro Reyes, LagoAlgo, Città del Messico (2024)
- “I Feel the Earth Whisper”, Bianca Bondi, Julian Charrière, Sam Falls, Ernesto Neto, Frieder Burda Museum, Baden Baden (2024), co-commissario con Patricia Kamp
- “Inside Out”, Stefan Brüggemann, Fondazione Venet, Le Muy (2024)
- “Naked City”, Doug Aitken, Borusan Contemporary, Istanbul (2024)

### Pubblicazioni
Jérôme Sans ha collaborato con le riviste “Flash Art” e “Art Forum” ed è autore di libri su Jonas Mekas, Pierre & Gilles, Barthélémy Toguo, Sarah Sze, Araki, Kader Attia, Zhen Chen, Jan Fabre, Marzio Migliora
- China Talks, Timezone 8, 2008
- It's Not Only Rock 'n' Roll Baby! A Story of Art and Music, Actar, 2008

### Musica
Jérôme Sans è anche il fondatore del gruppo electro-pop francese Liquid Architecture, che ha creato con Audrey Mascina. Il loro primo album, Revolution is Over, è stato prodotto dall'etichetta discografica francese Naïve nel 2006. Nel 2009 sono diventati la prima band francese a essere scritturata dall'etichetta cinese Modern Sky, pubblicando il loro secondo album, I Love to Love.